# Юрков, Борис Николаевич
Борис Николаевич Юрков (3 августа 1940 — 14 июля 2000) — советский, украинский и российский учёный-правовед, специалист в области гражданско-правовых наук. Доктор юридических наук (1989), профессор (1991), профессор кафедры гражданского процесса Национальной юридической академии Украины имени Ярослава Мудрого, а затем заведующий кафедрой гражданского права Белгородского университета потребительской кооперации.

## Биография
Борис Юрков родился 3 августа 1940 года в станице Червлённая Шелковского района Кизлярского округа (на тот момент Орджоникидзевского края). Высшее образование получил в Харьковском юридическом институте, который окончил в 1969 году.
После окончания ХЮИ остался работать в этом вузе, последовательно занимал должности ассистента, старшего преподавателя и доцента. В 1990 году Борис Николаевич стал профессором кафедры гражданского процесса ХЮИ (с 1991 года — Украинская юридическая академия, а с 1995 года —Национальная юридическая академия Украины имени Ярослава Мудрого). С 1997 года и вплоть до своей смерти возглавлял кафедру гражданского права в  Белгородском университете потребительской кооперации.
Борис Николаевич Юрков скончался 14 июля 2000 года.

## Научная деятельность
В круг научно-исследовательских интересов Бориса Юркова входили такие вопросы как: проблема судебного контроля и надзора в государственном управлении, право на судебную защиту в неисковом производстве, правовая природа актов правосудия в гражданском судопроизводстве.
Стал кандидатом юридических наук защитив в 1974 году диссертацию по теме «Процессуальные гарантии прав граждан при рассмотрении и решении судом жалоб на действия административных органов», а в 1988 году защитил диссертацию на соискание учёной степени доктора юридических наук по теме «Проблемы судебного контроля и надзора в советском государственном управлении», и в 1989 году получил эту степень. В 1991 году Юркову было присвоено учёное звание профессора.
Являлся научным руководителем у одного соискателя учёной степени кандидата юридических наук. Был одним из создателей Харьковской научно-педагогической школы процессуалистов.
Являлся автором и соавтором около 60 научных трудов, общий объём которых составлял приблизительно 70 печатных листов. Основными среди его трудов были: «Полномочия суда при рассмотрении жалоб на действия административных органов» (1986), «Производство по делам, возникающим из административно-правовых отношений» (1980), «Советский гражданский процесс» (1982, соавтор учебника), «Право обжалования в суд действий административных органов» (1986), «Развитие советского законодательства о судебном контроле в период диктатуры пролетариата» (1987), «Судебное обеспечение законности в деятельности административных органов» (1987) и «Формы судебного обеспечения законности актов органов государственного управления» (1987).